# Regatul Egiptului
Regatul Egiptului a fost un stat localizat în Africa, care a existat între 1922 și 1953, fiind condus de către dinastia Muhammad Ali.

## Istorie

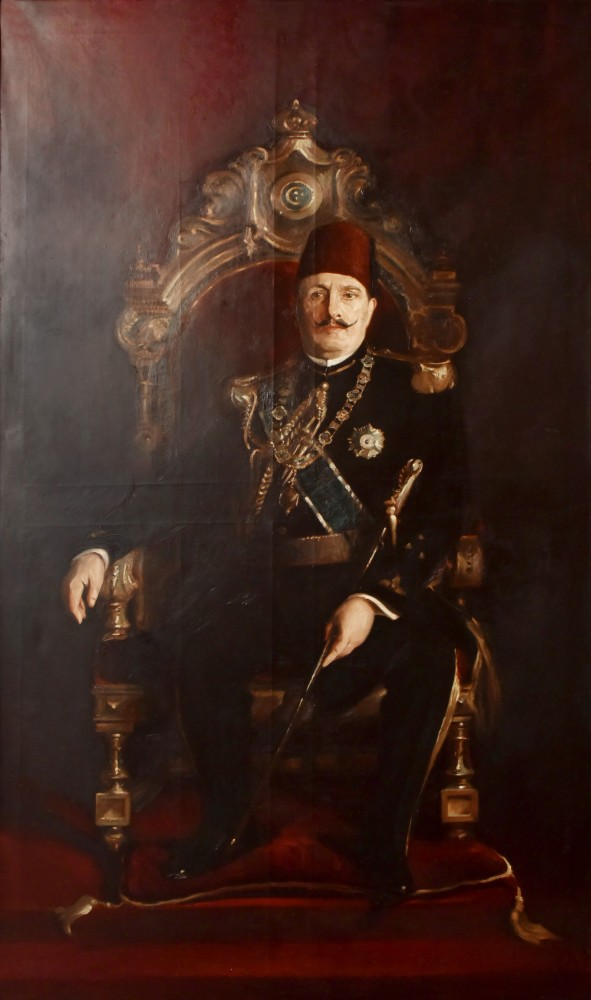
Regele Fuad I al Egiptului, de Philip de László

Până în 1914, teritoriul Egiptului fusese administrat de către Imperiul Otoman ca stat tributar autonom. În timpul Primului Război Mondial, kedivul Abbas al II-lea al Egiptului a fost înlăturat de la putere de către britanici din cauza loialității lui față de otomani. El fost înlocuit de către unchiul său Hussein Kamel, care a proclamat independența Egiptului față de Imperiul Otoman, domnind ca Sultan al Egiptului din 1914 până în 1917. Din 1914 până în 1922, Egiptul era cunoscut drept „Sultanatul Egiptului”, și funcționa ca protectorat al Imperiului Britanic.
În anul 1922, la sugestia înaltului comisar Lord Allenby⁠(d), Regatul Unit a recunoscut independența Egiptului, schimbând numele țării în „Regatul Egiptului”, sultanul Fuad I devenind rege.

### Perioada interbelică
După ce Primul Război Mondial s-a încheiat, în Egipt a avut loc o ascensiune a naționalismului, ceea ce a dus la Revoluția Egipteană din 1919⁠(d). În anul 1922, Egiptul, naționaliști egipteni și sudanezi care doreau unirea cu Egiptul au cerut ca Sudanul să fie inclus în granițele noului regat, sub denumirea „Regatul Egiptului și Sudanului”. Sudanul a fost însă administrat până în 1956 în comun de Egipt și Regatul Unit, britanicii având de fapt mai multă influență.  În anul 1936, regele Fuad I a murit, și i-a urmat pe tron fiul său, regele Faruk I.

## Al Doilea Război Mondial
În timpul celui de al Doilea Război Mondial, Egiptul și-a păstrat oficial neutralitatea. Regatul Unit a folosit însă Egiptul ca bază de operațiuni împotriva Germaniei și Italiei. Imperiul Britanic avea nevoie de acces la Canalul Suez pentru comerț și pentru a menține conexiuni militare cu India și Australia.
Pe teritoriul Egiptului s-au dat bătălii în timpul Campaniei Nord-Africane, cum ar fi: Invazia italiană a Egiptului, Bătălia de la Sidi Barrani, sau Bătălia de la Mersa Matruh.

## Ultimii ani și dizolvarea monarhiei
Majoritatea trupelor britanice s-au retras din zona Canalului Suez în anul 1947. După război, în rândul populației, au început să apară sentimente antimonarhice. Acest curent și-a continuat ascensiunea după prestația dezastruoasă a Egiptului în Primul Război Arabo-Israelian.

În 1952 a avut loc Revoluția de la 23 iulie⁠(d), prin care monarhia a fost dizolvată și înlocuită de un guvern republican.